# Hexatoma aetherea
Hexatoma aetherea är en tvåvingeart som först beskrevs av Alexander 1916.  Hexatoma aetherea ingår i släktet Hexatoma och familjen småharkrankar. Inga underarter finns listade i Catalogue of Life.